# Kane Richardson
Kane William Richardson (* 12. Februar 1991 in Eudunda, Australien) ist ein australischer Cricketspieler, der seit 2013 für die australische Nationalmannschaft spielt.

## Kindheit und Ausbildung
Richardson war Teil der australischen U19-Nationalmannschaft und gewann mit dieser die ICC U19-Cricket-Weltmeisterschaft 2010.

## Aktive Karriere
Sein First-Class-Debüt gab er im Sheffield Shield 2010/11 für South Australia. Sein Debüt in der Nationalmannschaft gab er im Januar 2013 in den ODIs der Tour gegen Sri Lanka. Trotz eines schlechten Starts dort, der ihn für das kommende Jahr nicht mehr in die Nationalmannschaft zurückkehren ließ, wurde er beim Draft der Indian Premier League 2013 für 700.000 US-Dollar von den Pune Warriors erworben. Nach guten leistungen für die Australia-A-Mannschaft kam er im Sommer 2014 wieder zurück ins Nationalteam. Im Oktober gab er dann bei der Tour gegen Pakistan sein Debüt im Twenty20-Cricket. Aber auch diese Chancen konnte er nicht nutzen, um sich im Team zu etablieren. Auf die Indian Premier League 2015, bei der er für die Rajasthan Royals spielen sollte verzichtete er aus persönlichen Gründen. Im Januar 2016 wurde er dann wieder für die ODI-Serie gegen Indien nominiert und konnte dort mit 5 Wickets für 68 Runs das vierten Spiel der Serie entscheiden und wurde dafür als Spieler des Spiels ausgezeichnet. Es dauerte jedoch bis September 2017, bis er für die Tour in Indien wieder ins Team zurückkam und dort zwei Mal 3 Wickets (3/55 und 3/58) erzielte. Seitdem war er ein konstanter Spieler im Nationalteam.
Im Februar 2018 erreichte er bei einem beimischen Drei-Nationen-Turnier gegen England 3 Wickets für 33 Runs und wurde dafür als Spieler des Spiels ausgezeichnet. Im Sommer konnte er in England 3 Wickets für 51 Runs erzielen. Beim Cricket World Cup 2019, wo er für den verletzten Jhye Richardson nachnominiert wurde, spielte er zwei Spiele und konnte dort unter anderem gegen Sri Lanka 3 Wickets für 47 Runs erreichen. Im November 2019 gelangen ihm gegen Pakistan im dritten Twenty20 3 Wickets für 18 Runs. Daraufhin konzentrierte er sich zunehmend auf Twenty20-Cricket. Im Februar 2021 erzielte er dabei bei der Tour in Neuseeland zwei Mal 3 Wickets (3/43 und 3/19). Für den ICC Men’s T20 World Cup 2021 wurde er zwar nominiert, kam jedoch nicht zum Einsatz. Im Februar 2022 gelangen ihm gegen Sri Lanka 3 Wickets für 21 Runs und als Im Juni das Team nach Sri Lanka reiste konnte er 4 Wickets für 30 Runs beisteuern.